# Zambezia (provins)
Zambezia er den næstfolkerigeste provins i Mozambique. Den ligger i den centrale kystregion, syd for Nampula og nord for Sofala. Provinsens hovedby er Quelimane ved Bons Sinais-floden.
Zambezia har en befolkning på 2.891.809 indbyggere og et areal på 103.127 km². Store dele af dette område ligger i nedslagsfeltet til Zambezi-floden. Meget af kysten består af mangrove-sumpe, og der er betydelige skove i indlandet.
Landbrugsprodukter inkluderer ris, majs, kassava, cashew, sukker, kokosnødder, citrusfrugt, bomuld og te. Landets største teproducenter er ved Gurúè. 
17°S 37°Ø / 17°S 37°Ø